# Prepona aelia
Prepona aelia är en fjärilsart som beskrevs av Frederick DuCane Godman och Osbert Salvin 1889. Prepona aelia ingår i släktet Prepona och familjen praktfjärilar. Inga underarter finns listade i Catalogue of Life.